# 孫正陽
孫正陽（1931年—2024年3月7日），中國京劇演員，工丑行，出身民辦上海戲劇學校正字科班，代表作是革命現代京劇《智取威虎山》的反面人物欒平一角，出演舞台版甲組和彩色電影版。
同學有顧正秋、黃正勤、陳正薇、汪正華、王正屏、關正明、周正榮、錢正倫等。
中華人民共和國后成為國家演員，長期在上海京劇院及前身上海市人民京劇團工作。
學生有嚴慶谷等多人。
2008年入选国家级非物质文化遗产项目代表性传承人。